# All India Radio (Band)
All India Radio ist ein seit 1998 bestehendes australisches Ambient-Projekt um den Musiker Martin Kennedy, das nach dem gleichnamigen Radiosender benannt ist.

## Diskografie
- The Inevitable (1999)
- 002 (2001)
- All India Radio (2003)
- Permanent Evolutions (2005)
- Echo Other (2006)
- Fall (2007)
- Fallout (2007)
- Film Musik (2008)
- These Winter Dreams (2008)
- A Low High (2009)
- Piano and Ambience (2010)
- The Silent Surf (2011)
- Red Shadow Landing (2012)
- The Silent (2013) The Silent Surf Remixes
- The Rare Earth (Soundtrack) (2014)
- The Slow Light (2015)
- Space (2018)
- Subspace (2018)
- Eternal (2019)
- The Aether (2019)
- Reconstructions (mit David Bridie, 2020)
- Afterworld (2021)
- Beyond Tomorrow (Soundtrack, 2022)
- The Generator of All Infinity (2022)